# 福井市松本小学校
福井市松本小学校（ふくいし まつもとしょうがっこう）は、福井県福井市町屋3丁目にある公立小学校。

## 学校周辺
- 福井市宝永小学校
- 福井市進明中学校
- まつもと町屋駅
- 福井県医師会

## 著名な卒業生
- 石塚左玄（医師、薬剤師）
- 南部陽一郎（理論物理学者）
- 笠松泰洋（作曲家）
- 辻一憲（政治家、福井県議会議員）
- 森川正明（バスケットボール選手）

## 交通アクセス
- 北陸新幹線・ハピラインふくい線 福井駅より、京福バス 20系統（幾久・新田塚線）、32系統（丸岡線）に乗車し「松本小学校前」下車。
- えちぜん鉄道三国芦原線 まつもと町屋駅より約500 m。
- 福井鉄道福武線 田原町駅より約1.1 km。
- E8 北陸自動車道 福井北ICから、国道416号・お泉水通り経由 約6 km。
- E67 中部縦貫自動車道 松岡ICから、国道416号・お泉水通り経由 約7 km。